# Chlorocypha consueta
Chlorocypha consueta är en trollsländeart som först beskrevs av Karsch 1899.  Chlorocypha consueta ingår i släktet Chlorocypha och familjen Chlorocyphidae. IUCN kategoriserar arten globalt som livskraftig. Inga underarter finns listade i Catalogue of Life.